# И-153
И-153 «Чайка» — предвоенный советский поршневой манёвренный самолёт, последний созданный в СССР истребитель-биплан (полутораплан с расчалкой, т.е. его нижнее крыло меньше верхнего и соединено с ним стропами).

## Разработка
Истребитель был модернизацией И-15 бис, где «бис» значит второй, а И-153, соответственно, — третья разновидность И-15.
Для увеличения скорости решено было установить более мощный двигатель, убираемое шасси, новый профиль крыла Clark-YH, закрытую кабину, внедрение которой снова отложили. Конструктор вернулся к верхнему крылу типа «чайка», как на И-15, которое по требованию ВВС заменили обычным на И-15 бис. Самолёт часто называли «Чайка», как И-15.
Создан в ОКБ Поликарпова в 1938 году. Сделали съёмным кислородное оборудование. Полностью обновили вооружение. Основное отличие — убираемые колеса (лыжи), позволили достичь скорости 430 км/ч. Введена бронеспинка.
Во второй половине 1940 года началось переоборудование ранее выпущенных истребителей И-153 в штурмовики (с установкой направляющих для запуска РС-82).

## Производство
Реализовать проект рассчитывали в течение полугода, однако постройка затянулась из-за загруженности завода № 1 производством серийного И-15 бис. В декабре 1938 года опытный образец отправили для испытаний в Баку. В серию самолет пошёл осенью 1939 года.
| Заводы             | 1939 год | 1940 год | 1941 год | Всего |
| ------------------ | -------- | -------- | -------- | ----- |
| Завод № 1 (Москва) | 1011     | 2362     | 64       | 3437  |

Из 64 самолетов, выпущенных в 1941 году, 23 сделали в феврале, 18 в марте, 1 в апреле и последние 22 — в июне.

## Конструкция[2]
- Аэродинамическая схема — полутораплан (нижняя плоскость меньше по длине и площади верхней).
- Фюзеляж — силовой каркас фюзеляжа четырехгранная рама из тонкостенных металлических трубок (сталь 3ХГСА). В носовой части через систему резиновых амортизаторов на ферму навешивалась моторама с двигателем. В средней части фермы установлены два центроплана для пристыковки крыльев. Сверху монтировался центроплан V-образной формы, служивший остовом «чайки». Внизу располагался второй центроплан. Оба центроплана выполнены из дюралюминия.

Обтекаемая форма фюзеляжа образована поперечным силовым набором из легких дюралевых профилей. В передней части набор шпангоутов подкреплялся стрингерами, сверху конструкция закрывалась легкосъемными дюралевыми крышками, крепившимися на винтах.
Хвостовая часть фюзеляжа, включая кабину пилота, имела частый шаг продольных профилей, к которым крепилась полотняная обшивка.
- Крылья — прямоугольные в плане, с эллиптическими законцовками из дюралюминия. Силовой набор крыльев — коробчатые лонжероны и собранные из реек ферменные нервюры. Внутренняя часть крыльев для придания жесткости укреплена стальными расчалками. Впереди крылья обшивались фанерой толщиной 1,5 мм. Передняя часть крыльев при нанесении лакокрасочного покрытия тщательно отделывалась и полировалась.

На верхнем крыле были установлены двухсекционные элероны. Элероны имели металлический каркас и обшивались полотном. Крылья соединялись в коробку с помощью L-образных стоек. Места соединения с плоскостями закрывались обтекателями. Жесткость коробки крыльев обеспечивают регулируемые ленты-расчалки по четыре для каждой пары крыльев. На правой стойке крыла крепился приемник воздушного давления указателя скорости (трубка Пито).
- Хвостовое оперение — стабилизатор и киль имели дюралевый каркас, который обшивался полотном. Стабилизатор имел механизм регулирования угла установки на земле. Киль был установлен с небольшим углом влево для парирования разворачивающего момента воздушного винта. Место сочленения киля с фюзеляжем было закрыто дюралевым обтекателем.Кабина И-153

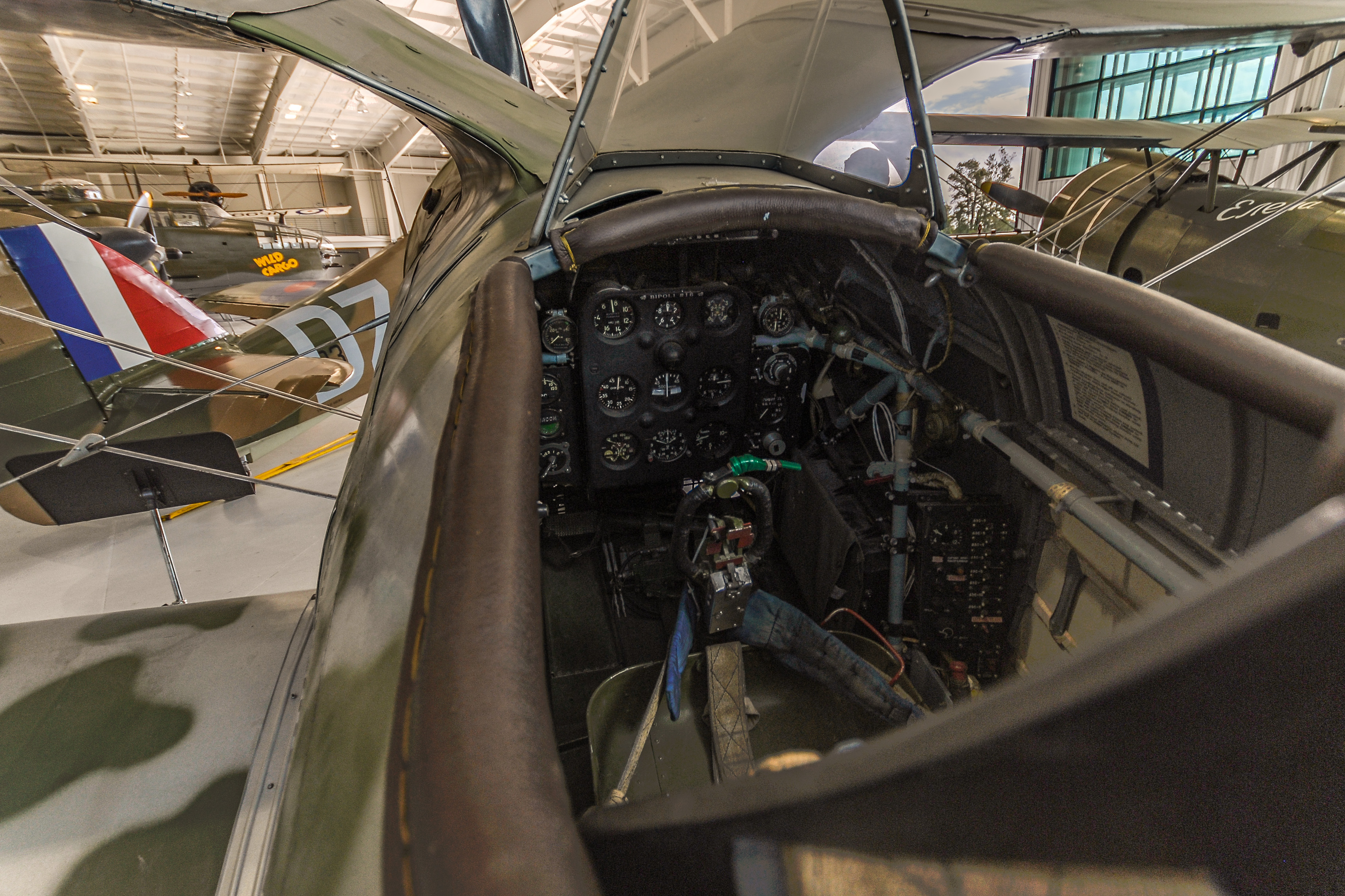
Кабина И-153

- Шасси убирающиеся, с поворотом назад. Шасси вместе со стойками располагались в нишах, названных куполами. Колеса стандартные с дисковыми тормозами, закрывались сферическими обтекателями. Стойки, расположенные в нижней части фюзеляжа, были снабжены карданным узлом для выпуска и убирания. Работа механизмов обеспечивалась пневмосистемой. В убранном положении стойки прикрывались подвижным щитком. В случае отказа основной воздушной системы для выпуска шасси использовался аварийный механический опускатель.

Хвостовое бескамерное колесо из резины крепилось на поворотном стальном костыле, связанным с рулем поворота пружинами. Амортизация костыля воздушно-масляная. Зимой самолет переставлялся на лыжи, которые при уборке прижимались к фюзеляжу.
- Силовая установка — поршневой девятицилиндровый двигатель воздушного охлаждения максимальной мощностью 1000 л. с. Двигатель был снабжен двухскоростным нагнетателем для повышения мощности на высоте. Воздушный винт постоянного шага диаметром 2,8 м. Двигатель закрыт капотом, в котором имелось восемь отверстий для выхлопных патрубков. Для охлаждения двигателя в лобовой части располагались специальные жалюзи.

Бензобак емкостью 316 литров отделен от двигателя противопожарной перегородкой, между баком и пилотом перегородки не было. Бензиновый бак дюралевый сварной, протектированный. В нижней части бензобака имелся сливной кран, в верхней части две горловины: для бензомера и для заливки топлива.
- Дополнительное оснащение:
  - подвесные баки
  - реактивные снаряды РС-82
  - бомбы
  - выливные авиационные приборы (ВАП)

И-153 был последним советским истребителем, на котором не имелось посадочной фары. В качестве осветительного оборудования для полетов ночью применялись пиротехнические устройства, называемые посадочными факелами. При полетах в сумерках и ночью, при заходе на посадку, пилот включал факел и в конце пробега факел нажатием кнопки сбрасывался. Время горения достигало 1,5 минуты.

## Модификации[1]
- И-153 — М-25В  — первые серийные экземпляры (8 штук в 1939 году), вариант с двигателем М-25. Вооружение — четыре пулемета ШКАС, расположенные попарно с обеих сторон фюзеляжа между кабиной пилота и мотором. Пулеметы стреляли через специальные каналы, имевшие выходные отверстия в верхней части капота двигателя. Боекомплект 650 патронов на каждый пулемет.
- И-153 — М-62  — основной вариант серии.
- И-153П  — такой же, как предыдущий, но вместо пулеметов ШКАС установлены две синхронных пушки ШВАК . Серийный (построено 8 машин). На самолете был применен новый способ синхронизации и впервые в мире была решена проблема установки двух синхронных пушек калибра 20 мм. Пушки имели ленточное питание, боекомплект составлял по 180 снарядов на ствол.
- И-153В — М-62  — Опытный высотный истребитель со сварной герметичной кабиной из алюминиевого сплава. Стеклянный козырек полукруглой формы. Остекление фонаря было выполнено из больших плексигласовых панелей. Фонарь отодвигался назад и располагался в обтекателе-заголовнике. Система воздухопитания была регенерационной.
- И-153 — М-63  — серийный вариант с двигателем М-63.
- И-153В — М-63 ТК.ГК. — имел 2 турбокомпрессора ТК-3 и мягкую гермокабину конструкции Н. Н. Поликарпова. Опытный, с двигателем М-63 мощностью 1100 л. с., с двумя турбокомпрессорами. Работы завершены не были. 1939 год.
- И-153 ДМ (1940 год) — на самолет установили два дополнительных прямоточных двигателя ДМ-2. Максимальная скорость возросла на 33 км/ч. Затем двигатели ДМ-2 заменили на ДМ-3 с увеличенной тягой, что позволило получить прирост скорости на 51 км/ч, но практического применения ДМ не получили, так как при их отключении максимальная скорость падала.
- И-153 — М-63 (1940 год) — модификация с более мощным двигателем М-63 с самозапуском. Самолет оборудовался рацией. Была усилена конструкция. Летные данные из-за увеличения массы практически не изменились. С целью улучшения боевых качеств ранее выпущенных самолетов, модернизация производилась во время ремонта.
- И-190 — модификация И-153 под двигатель М-88. Применение двухрядного звездообразного двигателя М-88 большей длины повлекло изменение в конструкции передней части фюзеляжа. Полотняная обшивка крыльев была заменена фанерной. Хвостовой костыль стал убирающимся. Максимальная скорость, достигнутая на высоте 5000 м, составила 488 км/ч.
- И-170 (1939 год) — полутороплан под новый двигатель жидкостного охлаждения М-106. Расчетная скорость составляла 500 км/ч. Проект не был реализован.
- И-195 (1940 год) — бипланный вариант с двигателем М-90. Согласно расчетам, скорость должна была составить 590 км/ч. Вооружение — две пушки и два пулемета. Не было построено ни одного экземпляра.

## Боевое применение
Первые двадцать самолётов И-153 приняли участие в боях на реке Халхин-Гол в начале июля 1939 года. В первом столкновении японские истребители совершили ошибку, приняв И-153 за И-15 и понесли потери, но уже тогда И-153 нес большие потери и мог применяться только совместно с И-16.
Использовался в ходе гражданской войны в Китае.
Зимой 1939—1940 года И-153 использовались в ходе советско-финской войны, при этом восемь советских И-153 в различном техническом состоянии стали финскими трофеями и в дальнейшем использовались ВВС Финляндии. После начала Великой Отечественной войны в 1941—1942 гг. самолёты И-153 использовались ВВС Финляндии, в том числе для ведения авиаразведки в прифронтовой зоне. В этих случаях финские И-153 использовались под видом советских самолётов — с советскими опознавательными знаками.
К началу Великой Отечественной войны окончательно устарел и не мог, ввиду низкой скорости, догнать даже некоторые модификации Ju.88 и Dornier, не говоря уже про истребители (Bf.109). Несмотря на это, в начале войны применялся в качестве истребителя, в том числе в ПВО при обороне Москвы, а также в качестве лёгкого штурмовика.

### Известные лётчики, воевавшие на И-153
- Бондаренко, Михаил Захарович — дважды Герой Советского Союза
- Речкалов, Григорий Андреевич — дважды Герой Советского Союза
- Авдеев, Александр Фёдорович — Герой Советского Союза
- Антонов, Яков Иванович — Герой Советского Союза
- Амет-Хан, Султан — дважды Герой Советского Союза
- Крупский, Виктор Иосифович — Герой Советского Союза
- Клубов, Александр Фёдорович — дважды Герой Советского Союза
- Севастьянов, Алексей Тихонович — Герой Советского Союза
- Талалихин, Виктор Васильевич — Герой Советского Союза
- Фаткулин, Фарит Мухаметзянович — Герой Советского Союза
- Панов, Дмитрий Пантелеевич — писатель

## Тактико-технические характеристики
Приведённые характеристики соответствуют модификации И-153 с мотором М-62.
Источник данных: Маслов М.А., 2008 г.; Шавров, 1985 г.

Технические характеристики
- Экипаж: 1 (пилот)
- Длина: 6,275 м
- Размах крыла:  
  - верхнего: 10,0 м
  - нижнего: 7,5 м
- Высота: 3,425 м
- Площадь крыла: 22,14 м² (обоих крыльев)
- Масса пустого: 1 348 кг
- Нормальная взлётная масса: 1 765 кг
- Максимальная взлётная масса: 1 859 кг
- Масса топлива во внутренних баках: 240 кг
- Объём топливных баков: 316 л
- Силовая установка: 1 × радиальный М-62
- Мощность двигателей: 1 × 1000 л.с. (1 × 610 кВт (номинальная, у земли))
- Воздушный винт: ВИШ АВ-1
- Диаметр винта: 2,8 м

Лётные характеристики
- Максимальная скорость:  
  - у земли: 366 км/ч
  - на границе высотности: 426 км/ч
- Скорость сваливания: 110 км/ч
- Практическая дальность: 740 км
- Практический потолок: 11 000 м
- Скороподъёмность: 15 м/с
- Время набора высоты:
  - 3000 м: 5,5 мин.
  - 11000 м: 31 мин.
- Нагрузка на крыло: 84 кг/м²
- Тяговооружённость: 328 Вт/кг
- Длина разбега: 106 м

Вооружение
- Стрелково-пушечное: 4 × 7,62 мм пулемёта ШКАС с боекомплектом 2500 патр.
- Неуправляемые ракеты: до 8 × РС-82
- Бомбы: до 200 кг

## В моделизме
Выпускаются стендовые модели в масштабе 1:72. Фирмами ICM и AMG выпускаются модели И-153 различных модификаций в масштабе 1/48, также фирма ICM начала выпуск модели в масштабе 1/32.

## Сохранившиеся экземпляры

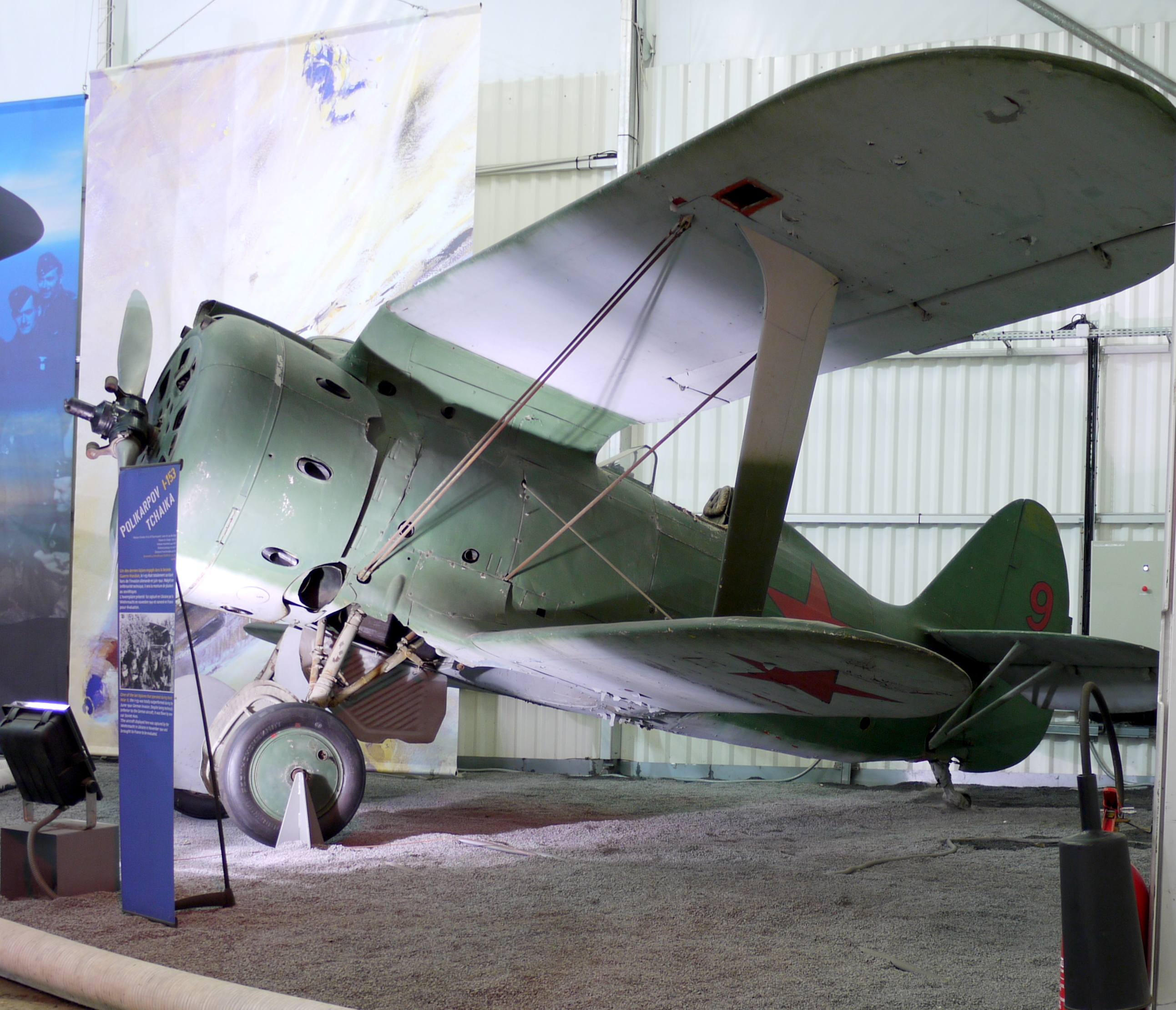
И-153 в Музее авиации и космонавтики

Сегодня И-153 можно увидеть в Музее ВВС Северного флота в поселке Сафоново и в Музее авиации и космонавтики в Париже, Франция. В коллекции Музейного комплекса УГМК (Свердловская область, г. Верхняя Пышма) находится также макет самолета, изготовленный в 2019 году ЗАО «Авиареставрация». Кроме того, той же компанией до летного состояния были восстановлены три экземпляра самолёта.